# Amerikanische Menschenrechtskonvention
Die Amerikanische Menschenrechtskonvention (AMRK) wurde im Jahr 1969 in San José unterzeichnet. Sie trat in Kraft, nachdem der letzte der elf Unterzeichnerstaaten, Grenada, sie im Jahr 1978 ratifizierte.

## Inhalt und Ziele
Zum erklärten Ziel der Konvention wurde nach der Präambel die Integration des Kontinents durch die Stärkung der demokratischen Institutionen und der Menschenrechte.
Im ersten Kapitel wurden die Unterzeichnerstaaten verpflichtet, die Bestimmungen der Konvention auf alle Personen unter der Jurisdiktion dieser Staaten anzuwenden. Die Gesetzgebung sollte der Konvention angepasst werden. Im zweiten Kapitel wurden 23 Rechte der natürlichen Personen wie die Meinungsfreiheit und die Versammlungsfreiheit aufgelistet. Der einzige Artikel des dritten Kapitels behandelt die ökonomischen und die kulturellen Rechte.

## Unterzeichner (Staaten)
- Argentinien
- Barbados
- Bolivien
- Brasilien
- Chile
- Costa Rica
- Dominica
- Dominikanische Republik
- Ecuador
- El Salvador
- Grenada
- Guatemala
- Haiti
- Honduras
- Jamaika
- Kolumbien
- Mexiko
- Nicaragua
- Panama
- Paraguay
- Peru
- Suriname
- Trinidad und Tobago (Kündigung erklärt am 26. Mai 1998[1])
- Uruguay
- Venezuela (Kündigung erklärt am 10. September 2012[2])

## Zusatzprotokolle
Das Protokoll zur Amerikanischen Menschenrechtskonvention über die Abschaffung der Todesstrafe von 1990 wurde bisher nur von acht amerikanischen Staaten ratifiziert und von neun unterschrieben. Es lässt als Ausnahme die Todesstrafe in Kriegszeiten zu, wenn Staaten einen entsprechenden Vorbehalt geltend machen.
Darüber hinaus ist am 16. November 1999 das Zusatzprotokoll im Bereich der wirtschaftlichen, sozialen und kulturellen Rechte in Kraft getreten, das sogenannte Protokoll von San Salvador.

## Durchsetzung
Für die Durchsetzung wurden der Interamerikanische Gerichtshof für Menschenrechte und die Interamerikanische Kommission für Menschenrechte geschaffen.